# Виру-Нигула (волость)
Ви́ру-Ни́гула (эст. Viru-Nigula vald) — бывшая волость в Эстонии, в составе уезда Ляэне-Вирумаа.
Площадь волости составляла 234,05 км², численность населения на 1 января 2011 года — 1293 человека.
Административным центром волости был посёлок Виру-Нигула. Волость также включала в себя 34 деревни: Аасукалда, Варуди, Васта, Виллавере, Выркла, Ийла, Кабели, Каликюла, Кангуристи, Кивикюла, Койла, Кунда, Курна, Кутсала, Куура, Летипеа, Линнузе, Маху, Малла, Марину, Метсавялья, Нугери, Оякюла, Пааскюла, Пада, Пада-Арукюла, Пикаристи, Пярна, Самма, Селья, Сибери, Симунамяэ, Тоомика, Тююкри, Унуксе..